# Olympische Sommerspiele 1996/Bogenschießen
Bei den XXVI. Olympischen Spielen 1996 in Atlanta wurden vier Wettbewerbe im Bogenschießen ausgetragen.

## Bilanz

### Medaillenspiegel
| Platz  | Land               | Gold | Silber | Bronze | Gesamt |
| ------ | ------------------ | ---- | ------ | ------ | ------ |
| 1      | Südkorea           | 2    | 1      | 1      | 4      |
| 2      | Vereinigte Staaten | 2    | –      | –      | 2      |
| 3      | China              | –    | 1      | –      | 1      |
| 3      | Deutschland        | –    | 1      | –      | 1      |
| 3      | Schweden           | –    | 1      | –      | 1      |
| 6      | Italien            | –    | –      | 1      | 1      |
| 6      | Polen              | –    | –      | 1      | 1      |
| 6      | Ukraine            | –    | –      | 1      | 1      |
| Gesamt | Gesamt             | 4    | 4      | 4      | 12     |

### Medaillengewinner
| Disziplin         | Gold                                                   | Silber                                                  | Bronze                                                 |
| ----------------- | ------------------------------------------------------ | ------------------------------------------------------- | ------------------------------------------------------ |
| Einzel Männer     | Justin Huish (USA)                                     | Magnus Petersson (SWE)                                  | Oh Kyo-moon (KOR)                                      |
| Mannschaft Männer | Vereinigte StaatenJustin Huish Butch Johnson Rod White | SüdkoreaJang Yong-ho Kim Bo-ram Oh Kyo-moon             | ItalienMatteo Bisiani Michele Frangilli Andrea Parenti |
| Einzel Frauen     | Kim Kyung-wook (KOR)                                   | He Ying (CHN)                                           | Olena Sadownytscha (UKR)                               |
| Mannschaft Frauen | SüdkoreaKim Jo-sun Kim Kyung-wook Yoon Hye-young       | DeutschlandBarbara Mensing Cornelia Pfohl Sandra Wagner | PolenIwona Dzięcioł Katarzyna Klata Joanna Nowicka     |

## Ergebnisse

### Männer

#### Einzel
| Platz | Land | Athlet            |
| ----- | ---- | ----------------- |
| 1     | USA  | Justin Huish      |
| 2     | SWE  | Magnus Petersson  |
| 3     | KOR  | Oh Kyo-moon       |
| 4     | BEL  | Paul Vermeiren    |
| 5     | KOR  | Kim Bo-ram        |
| 6     | ITA  | Michele Frangilli |
| 7     | KOR  | Jang Yong-ho      |
| 8     | FRA  | Lionel Torres     |

#### Mannschaft
| Platz | Land | Athleten                                               |
| ----- | ---- | ------------------------------------------------------ |
| 1     | USA  | Justin Huish Butch Johnson Rod White                   |
| 2     | KOR  | Jang Yong-ho Kim Bo-ram Oh Kyo-moon                    |
| 3     | ITA  | Matteo Bisiani Michele Frangilli Andrea Parenti        |
| 4     | AUS  | Simon Fairweather Jackson Fear Matthew Gray            |
| 5     | SLO  | Peter Koprivnikar Matevž Krumpeštar Samo Medved        |
| 6     | SWE  | Goran Bjerendal Mikael Larsson Magnus Petersson        |
| 7     | UKR  | Olexandr Jazenko Walerij Jewezkyj Stanyslaw Sabrodskyj |
| 8     | FIN  | Jari Lipponen Tomi Poikolainen Tommi Tuovila           |

### Frauen

#### Einzel
| Platz | Land | Athletin           |
| ----- | ---- | ------------------ |
| 1     | KOR  | Kim Kyung-wook     |
| 2     | CHN  | He Ying            |
| 3     | UKR  | Olena Sadownytscha |
| 4     | TUR  | Elif Altankaynak   |
| 5     | BLR  | Wolha Jakuschawa   |
| 6     | KOR  | Kim Jo-sun         |
| 7     | CHN  | Wang Xiaozhu       |
| 8     | GER  | Barbara Mensing    |

#### Mannschaft
| Platz | Land | Athletinnen                                           |
| ----- | ---- | ----------------------------------------------------- |
| 1     | KOR  | Kim Jo-sun Kim Kyung-wook Yoon Hye-young              |
| 2     | GER  | Barbara Mensing Cornelia Pfohl Sandra Wagner          |
| 3     | POL  | Iwona Dzięcioł Katarzyna Klata Joanna Nowicka         |
| 4     | TUR  | Elif Altınkaynak Elif Ekşi Natalia Nasaridse          |
| 5     | UKR  | Natalija Bilucha Lina Herassymenko Olena Sadownytscha |
| 6     | CHN  | He Ying Wang Xiaozhu Yang Jianping                    |
| 7     | SWE  | Christa Bäckman Kristina Persson Jenny Sjöwall        |
| 8     | KAZ  | Irina Leonova Anna Mozhar Yana Touniiantse            |